# Нтшам, Оливье
Жюль Оливье́ Нтша́м (фр. Jules Olivier Ntcham; род. 9 февраля 1996, Лонжюмо) — камерунский и французский футболист, полузащитник клуба «Самсунспор» и сборной Камеруна.

## Клубная карьера
Нтшам — воспитанник клуба «Париж». В 2010 году перешёл в академию клуба «Гавр».
В 2012 году перешёл в английский клуб «Манчестер Сити», цена трансфера составила 1 миллион евро.
Летом 2015 года отправился в двухгодовую аренду в итальянский клуб «Дженоа». 23 августа 2015 года дебютировал за новую команду в матче против клуба «Палермо», выйдя в стартовом составе.
12 июля 2017 подписал 4-х летний контракт с клубом «Селтик». 9 ноября 2018 подписал новый 4-х летний контракт.

## Международная карьера
Играл за различные молодёжные сборные Франции.

## Статистика
| Выступление      | Выступление      | Выступление      | Лига | Лига | Кубок | Кубок | Континент | Континент | Итого | Итого |
| Клуб             | Лига             | Сезон            | Игры | Голы | Игры  | Голы  | Игры      | Голы      | Игры  | Голы  |
| ---------------- | ---------------- | ---------------- | ---- | ---- | ----- | ----- | --------- | --------- | ----- | ----- |
| Дженоа           | I                | 2015/2016        | 17   | 0    | 1     | 0     | —         | —         | 18    | 0     |
| Дженоа           | I                | 2016/2017        | 20   | 3    | 3     | 0     | —         | —         | 23    | 3     |
| Дженоа           | Итого            | Итого            | 37   | 3    | 4     | 0     | —         | —         | 41    | 3     |
| Селтик           | I                | 2017/2018        | 29   | 5    | 7     | 3     | 11        | 1         | 47    | 9     |
| Селтик           | I                | 2018/2019        | 14   | 3    | 4     | 0     | 12        | 3         | 30    | 6     |
| Селтик           | Итого            | Итого            | 43   | 8    | 11    | 3     | 23        | 4         | 77    | 15    |
| Всего за карьеру | Всего за карьеру | Всего за карьеру | 80   | 11   | 15    | 3     | 23        | 4         | 118   | 18    |

1. ↑  Кубок Италии, Кубок Шотландии, Кубок шотландской лиги
2. ↑  Лига чемпионов УЕФА, Лига Европы УЕФА